# Broomeiaceae
Broomeiaceae là một họ nấm thuộc bộ Agaricales. Họ nấm này chỉ có một chi duy nhất là Broomeia, được nhà nghiên cứu người Anh, Miles Joseph Berkeley miêu tả khoa học lần đầu tiên năm 1844. Loài điển hình mà Berkeley chọn là loài Broomeia congregata.